# Cupa Mondială de Baschet Masculin din 2023 - Grupa P
Grupa P de la Cupa Mondială de Baschet Masculin din 2023 a fost o grupă pentru stabilirea clasamentului din cadrul Cupei Mondiale de Baschet Masculin din 2023 care și-a desfășurat meciurile la Indonesia Arena, Jakarta, Indonezia. Echipele din această grupă sunt cele care s-au clasat pe ultimele două locuri din grupele preliminare Grupa G și Grupa H. Echipele au jucat contra celorlalte două echipă din cealaltă grupă.După ce toate meciurile au fost jucate, echipa de primul loc a fost clasată în zona locurilor 17-20, echipa de pe locul al doilea a fost clasată în zona locurilor 21-24, echipa de pe locul al treilea a fost clasată în zona locurilor 25-28, iar echipa de pe locul al patrulea a fost clasată în zona locurilor 29-32.

## Clasament
| Loc | Echipa           | MJ | V | Î | PM  | PP  | PD  | Pct |
| --- | ---------------- | -- | - | - | --- | --- | --- | --- |
| 1   | Franța           | 5  | 3 | 2 | 405 | 394 | +11 | 8   |
| 2   | Liban            | 5  | 2 | 3 | 397 | 479 | −82 | 7   |
| 3   | Coasta de Fildeș | 5  | 1 | 4 | 373 | 433 | −60 | 6   |
| 4   | Iran             | 5  | 0 | 5 | 321 | 419 | −98 | 5   |

## Meciuri

### Coasta de Fildeș vs. Liban
| 31 august 2023 16:45 |

| Boxscore |

| Coasta de Fildeș                               | 84–94 | Liban                                      |
| Scorul pe sferturi: 20–32, 21–23, 25–18, 18–21 |       |                                            |
| Pt: Dally 21 Rec: Tape 6 Pase: Diabate 9       |       | Pt: Saoud 29 Rec: Spellman 6 Pase: Saoud 8 |

### Franța vs. Iran
| 31 august 2023 20:30 |

| Boxscore |

| Franța                                       | 82–55 | Iran                                                            |
| Scorul pe sferturi: 9–12, 26–15, 19–9, 28–19 |       |                                                                 |
| Pt: Okobo 13 Rec: Gobert 9 Pase: De Colo 7   |       | Pt: Mirzaei,Yakhchali 11 Rec: trei jucători 6 Pase: Yakhchali 4 |

### Coasta de Fildeș vs. Franța
| 2 septembrie 2023 16:45 |

| Boxscore |

| Coasta de Fildeș                                 | 77–87 | Franța                                           |
| Scorul pe sferturi: 21–25, 20–15, 20–22, 16–25   |       |                                                  |
| Pt: Zouzoua 18 Rec: V. Fofana 7 Pase: Diabate 11 |       | Pt: Cordinier 19 Rec: Gobert 8 Pase: Francisco 7 |

### Iran vs. Liban
| 2 septembrie 2023 20:30 |

| Boxscore |

| Iran                                              | 73–81 | Liban                                         |
| Scorul pe sferturi: 13–20, 23–28, 13–14, 24–19    |       |                                               |
| Pt: Amini 22 Rec: Kazemi 11 Pase: trei jucători 4 |       | Pt: Arakji 21 Rec: Spellman 11 Pase: Arakji 7 |